# Nowaja Schisn (Kaliningrad)
Nowaja Schisn (russisch Новая Жизнь, deutsch Friedrichswalde, Kreis Labiau, auch: Neu Domharthenen, 1938 bis 1945 Kleindomhardtfelde) ist ein Ort in der russischen Oblast Kaliningrad. Er gehört zur kommunalen Selbstverwaltungseinheit Stadtkreis Polessk im Rajon Polessk.

## Geographische Lage
Nowaja Schisn liegt 29 Kilometer von der Kreisstadt Polessk entfernt in der äußersten östlichen Ecke der Landgemeinde Salessje und des Rajon Polessk. Im Westen zieht die russische Fernstraße A 216 (ehemalige deutsche Reichsstraße 138, heute auch Europastraße 77) vorbei, im Süden schlängelt sich die Schwenta (Heiligenfließ). Eine Bahnanbindung besteht nicht.

## Geschichte
Mit dem Ortsnamen Nowaja Schisn (auf Deutsch Neues Leben) werden heute zwei ehemalige Kolonien bezeichnet, die am Rande des einstigen Forst Drusken lagen und ab 1883 als zum Forstgutsbezirk Drusken gehörig genannt werden: Friedrichswalde, ein aus vielen verstreut liegenden kleinen Höfen bestehender Ort, sowie Neu Domharthenen, das nur aus einem einzelnen Hof bestand. Der Druskener Forstgutsbezirk „Drusken Labiauer Anteils, Forst“, der 1902 in Forstgutsbezirk „Papuschienen, Anteil Kreis Labiau, Forst“ umbenannt wurde, gehörte bis 1945 zum Amtsbezirk Klein Baum (der Ort existiert nicht mehr) im Kreis Labiau im  Regierungsbezirk Königsberg der preußischen Provinz Ostpreußen.
Am 30. September 1929 wurden die Kolonien Friedrichswalde und Neu Domharthenen aus dem Forstgutsbezirk Papuschienen aus- und in die Landgemeinde Alt Domharthenen eingegliedert. Diese wurde per 29. März 1932 in „Domharthenen“ umbenannt. Doch auch dieser Name wurde geändert: ab 3. Juni – amtlich bestätigt am 16. Juli – des Jahres 1938 hieß die Gemeinde „Domhardtfelde“, während der Ortsteil Neu Domharthenen in „Kleindomhardtfelde“ umbenannt wurde, der Name Friedrichswalde jedoch erhalten blieb.
Als Ortsteile der Gemeinde Domhardtfelde kamen Friedrichswalde und Kleindomhardtfelde 1945 zur Sowjetunion. Es muss als unklar gelten, seit wann diese beiden Orte mit dem Namen Nowaja Schisn zu bezeichnen sind. Im Jahr 1947 wurde möglicherweise fälschlicherweise der Ort Bittkallen (ru. eigentlich Dalneje) in Nowaja Schisn umbenannt. Nowaja Schisn gehörte zunächst zum Dorfsowjet Wyssokowski im Rajon Bolschakowo und gelangte dann in den Dorfsowjet Salessowski im Rajon Polessk. Seit 2008 gehört der Ort zur Landgemeinde Salessowskoje.

## Kirche
Die Bevölkerung Friedrichswaldes als auch Neu Domharthenens (resp. Kleindomhardtfeldes) war vor 1945 fast ausnahmslos evangelischer Konfession. Daraus ergab sich die Zugehörigkeit zum Kirchspiel der Kirche Popelken (1938 bis 1946: Markthausen, heute russisch: Wyssokoje), die in den Kirchenkreis Labiau in der Kirchenprovinz Ostpreußen der Kirche der Altpreußischen Union eingegliedert war. Heute liegt Nowaja Schisn im Einzugsbereich der neu entstandenen evangelisch-lutherischen Gemeinde in Bolschakowo (Groß Skaisgirren, 1938 bis 1946 Kreuzingen), eine Filialgemeinde in der Kirchenregion der Salzburger Kirche in Gussew (Gumbinnen) in der Propstei Kaliningrad (Königsberg) der Evangelisch-lutherischen Kirche Europäisches Russland.